# Campionato invernale del Garda
Il Campionato invernale del Garda è una manifestazione velica invernale a tappe sul Lago di Garda organizzata dal Centro Nautico Bardolino. 
Le classi ammesse vanno dai Monotipi ai Classe Crociera del Garda oltre agli ORC.

## Storia
Verso la fine degli anni settanta un folto gruppo di velisti, con barca nel porto di Cisano (frazione del comune di Bardolino), diede inizio ad una serie di sfide informali per determinare, in modo simpatico ed amatoriale, una specie di graduatoria in merito alle loro capacità di regatanti.
Molto opportunamente stabilirono che il periodo migliore per disputare queste sfide fossero i mesi invernali. In questa fase dell'anno, infatti, il basso lago offre ad un velista il meglio di sé: clima incredibilmente mite, aria in discreta abbondanza e, soprattutto, totale assenza di navigazione a motore.
L'idea ebbe subito successo e le adesioni a questo particolare modo di regatare si fecero subito numerose. I promotori si trovarono quindi nella necessità di creare un primo regolamento e grazie al lavoro appassionato di molti amanti della vela si giunse ad organizzare vere e proprie regate.
Il successo di questa formula fu tale che chiesero di essere ammessi anche i velisti di Bardolino e di Garda. Pertanto il Comitato di Zona della Federazione Italiana Vela inviò degli osservatori a studiare il fenomeno.
Con il passare del tempo l'organizzazione divenne sempre più gravosa e così gli organizzatori decisero di rivolgersi al Centro Nautico Bardolino per avere il supporto tecnico necessario e la ormai necessaria "ufficialità".
Si giunse così all'organizzazione dell'attuale Campionato Invernale del Garda.

## Il presente
Si qualifica come una delle maggiori competizioni veliche, come numero di partecipanti, sul territorio nazionale. Ogni anno in media si raggiungono più di 50 adesioni.
Le imbarcazioni che animano i Campionati più recenti appartengono sia a monotipi sia a cabinati. Tra i molti monotipi si ricordano gli ASSO 99, i First Class 8, i J24, i J80. I cabinati, in passato, ragatavano utilizzando il regolamento Classe Crociera del Garda; attualmente invece regatano rispettando il regolamento ORC (Offshore Racing Congress), che si basa sugli arrivi calcolati applicando i tempi compensati.